# 다중 라이선스
다중 라이선스(영어: multi-licensing)는 컴퓨터 소프트웨어를 둘 이상의 각기 다른 조항과 조건으로 배포하는 행위이다. 이는 여러 개의 각기 다른 사용권이나 사용권 집합을 의미할 수 있다. 이중 라이선스(dual license)는 소프트웨어가 두 개의 각기 다른 사용권에서 배포되는 것을 의미한다.

## 비즈니스 모델
다중 라이선스를 선택하는 이유 중 하나는 자유 소프트웨어를 취급하는 비즈니스 모델이기 때문이다. 이 모델은 독점 응용 프로그램을 만드는 경우 독점 라이선스를 선택하고 카피레프트 응용 프로그램을 작성하는 경우에만 자유 소프트웨어/오픈 소스 라이선스를 선택할 수 있도록 한다. 일반적으로 소프트웨어 권리자는 자유/오픈 소프트웨어 버전을 무료로 배포하고 광고 라이선스를 법인에 제공함으로써 이익을 얻는다. 이 모델은 셰어웨어 모델과도 관련성이 있다.
대부분의 경우, 그 소프트웨어 권리자만이 라이선스를 변경할 권리를 갖기 때문에 특정 회사가 그 소프트웨어를 완전하게 소유한 경우에만 다중 라이선스가 적용된다. 만약 그 회사에 소속되지 않은 개인이 새로운 소스 코드를 개발하고 그것을 제한보다 느슨한 라이선스로 공개한 경우에는 혼란이 발생할 가능성이 있다. 원래 소스 코드를 소유한 회사는 새로운 소스 코드에 대한 권리를 갖고 있지 않으므로 라이선스 변경이 있는 판을 독점할 수 없다.

## 라이선스 호환성
자유 소프트웨어가 지니는 다중 라이선스의 이차적 이용은 라이선스 호환성에 대한 것으로, 각기 다르게 라이선스를 받은 자유 소프트웨어 프로젝트로부터의 코드를 하나로 합친다거나 사용자에게 라이선스를 선택할 권한을 부여할 수 있다.

## 예
듀얼 라이센스(dual license)의 경우 고스트스크립트처럼 오픈소스 버전과 상용 버전의 2종류의 라이센스를 동시에 취급한다.
오픈소스 라이센스인 GPL(AGPL)의 경우 어떤 프로그램이 무료로 고스트스크립트 오픈소스를 사용한다면 그 프로그램 역시 오픈소스로 공개되어야 하는경우와 그 어떤 프로그램이 유료인 상용 버전이고 소스를 공개하지 않으려면 고스트스크립트에 일정 비용의 로열티를 지불하고 상용버전을 사용하면 된다.